# Sphingozona atripes
Sphingozona atripes är en stekelart som beskrevs av Henry Keith Townes, Jr. 1971. Sphingozona atripes ingår i släktet Sphingozona och familjen brokparasitsteklar. Inga underarter finns listade i Catalogue of Life.